# Mai-Offensive der Rote Armee Fraktion

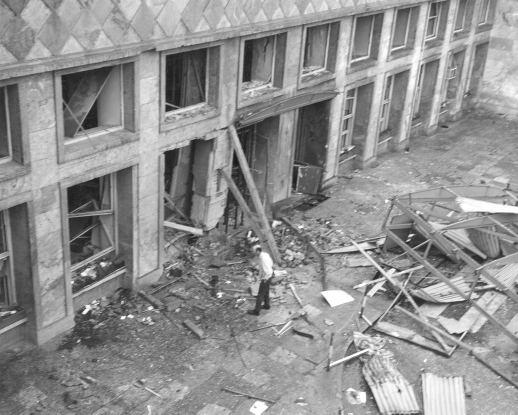
Zerstörungen am Offizierskasino des V. US-Korps, 11. Mai 1972

Die Mai-Offensive war eine Reihe von sechs terroristischen Sprengstoffanschlägen, die die linksextreme Rote Armee Fraktion (RAF) zwischen dem 11. und 24. Mai 1972 in der Bundesrepublik Deutschland verübte. Zwei der Anschläge richteten sich gegen Militäreinrichtungen der USA, zwei gegen Polizeibehörden, ein Anschlag gegen den Richter Wolfgang Buddenberg und einer gegen das Hamburger Springer-Verlagsgebäude. Insgesamt wurden dabei vier Menschen ermordet und 74 verletzt. Die parallele Polizeifahndung führte bis Juli 1972 zur Festnahme von zehn Gründungsmitgliedern der RAF, von denen einige beim Stammheim-Prozess (1975–1977) als Haupttäter angeklagt wurden. 

## Vorbereitung
Seit der Baader-Befreiung (14. Mai 1970) hatte die RAF fast zwei Jahre lang einige Banküberfälle, Einbrüche in Meldeämter und zahlreiche Fahrzeugdiebstähle verübt, um das Leben als gesuchte Straftäter in der Illegalität aufrechtzuerhalten. Politisch begründete, terroristische Anschläge kamen erst später hinzu. Sie sah sich daher auch in der extremen Linken starker Kritik ausgesetzt. Bis dahin waren mehrere RAF-Mitglieder von der Polizei festgenommen und mit Petra Schelm das erste Mitglied der Gruppe erschossen worden. Außerdem hatten drei Mitglieder die Gruppe verlassen und umfangreiche Aussagen gemacht. In der hauptsächlich von Meinhof verfassten Schrift Das Konzept Stadtguerilla kündigte die RAF im Mai 1971 eine „revolutionäre Intervention“ an.
Im Januar 1972 mietete Thomas Weisbecker von einem Studenten eine Wohnung in Frankfurt am Main, Inheidener Straße 69. In deren Umfeld mieteten andere RAF-Mitglieder vier weitere Wohnungen. Gerhard Müller bestellte von Frankfurt aus telefonisch Chemikalien im ganzen Bundesgebiet, nach seinen Angaben 500 kg Ammoniumnitrat und 250 kg Kaliumnitrat. In einem verlassenen Basalt-Werk in Oberaula stahlen RAF-Mitglieder 187 Sprengkapseln und 64 Zünder. Aus diesem Material stellten Andreas Baader, Gudrun Ensslin, Holger Meins und Jan-Carl Raspe in der Wohnung Inheidener Straße verschiedene Bomben her. Die Anschlagsziele wurden kurzfristig von Fall zu Fall gemeinsam ausgewählt, wobei Baader die letzten Entscheidungen traf.

## Verlauf

### Hauptquartier des V. US-Korps in Frankfurt am Main

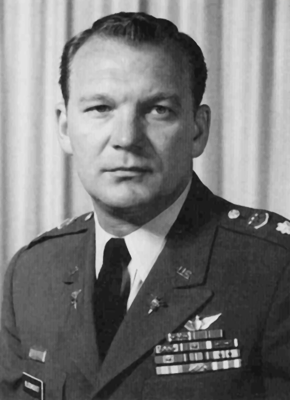
Anschlagsopfer Paul A. Bloomquist, 1966

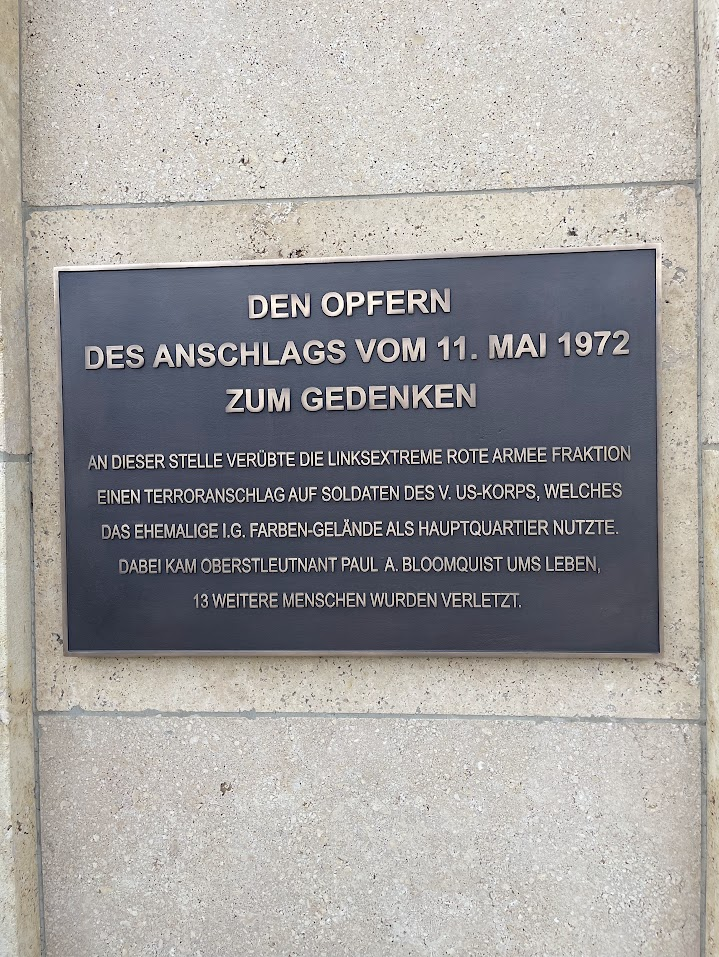
Gedenktafel am Kasino der Frankfurter Goethe-Universität

Am 11. Mai 1972 um 18:59 Uhr explodierten drei Bomben mit insgesamt 80 kg TNT Sprengkraft im I.G.-Farben-Haus in Frankfurt am Main. In jenem Gebäudekomplex war damals das Hauptquartier des V. Korps der US-Armee, das United States European Command und das Hauptquartier der Central Intelligence Agency (CIA) in Deutschland untergebracht. Zwei Bomben explodierten im Eingangsportal, die dritte im Offizierskasino. Glassplitter töteten den Oberstleutnant Paul A. Bloomquist; 13 Personen wurden verletzt. Der Sachschaden wurde auf 3,1 Millionen D-Mark beziffert.
Am 14. Mai ging ein Bekennerbrief des „Kommandos Petra Schelm“ bei der dpa in München ein. Der Brief begründete den Anschlag so: 
„Für die Ausrottungsstrategen von Vietnam sollen Westdeutschland und Westberlin kein sicheres Hinterland mehr sein. Sie müssen wissen, daß ihre Verbrechen am vietnamesischen Volk ihnen neue, erbitterte Feinde geschaffen haben, dass es für sie keinen Platz mehr geben wird in der Welt, an dem sie vor den Angriffen revolutionärer Guerilla-Einheiten sicher sein können.“
In der Wohnung Inheidener Straße fand man neben Bombenmaterial Zeitungsberichte vom 11. Mai 1972 zum Befehl von US-Präsident Richard Nixon, im laufenden Vietnamkrieg alle Häfen Nordvietnams zu verminen und zu blockieren sowie einige Großstädte des Landes zu bombardieren. Demnach hatte die RAF den Anschlag seit längerem vorbereitet, aber das Datum spontan gewählt.
Der Bekennerbrief forderte, die Bombardierung Vietnams zu beenden und alle US-Streitkräfte von dort abzuziehen. Er endete mit dem Aufruf „Schafft zwei drei viele Vietnams!“. Diese Parole stammte aus einer Kampfschrift Che Guevaras und war seit 1967 in der APO gängig.

### Polizeibehörden in Augsburg und München
Am 12. Mai 1972 um 12:15 Uhr und 12:18 Uhr explodierten zwei Bomben in der dritten und vierten Etage der Polizeidirektion Augsburg am Prinzregentenplatz. Die zweite Bombe verletzte sechs Polizisten und einen Arbeiter. Eine dritte Bombe zündete nicht. Die Ermittler machten Baader, Raspe und einen weiteren Mann für die Tat verantwortlich.
Um 14:15 Uhr warnte eine Anruferin die Landesbesoldungsstelle in München, in sieben Minuten werde im benachbarten Landeskriminalamt eine Bombe zünden, das Amt sei zu räumen. Daraufhin flohen die Gewarnten auf den Parkplatz des Amtes. Dort explodierte um 14:20 Uhr eine in einem Pkw versteckte Bombe. Sie verletzte zehn Personen, darunter ein Kind, und verursachte Sachschäden, die auf 588.000 D-Mark beziffert wurden. Unter anderem wurden etwa 100 Pkw beschädigt.
Ein „Kommando Thomas Weisbecker“ erklärte in einem Bekennerbrief vom 16. Mai, abgesandt in der Schweiz: Ein „Exekutionskommando“ der Augsburger und Münchner Polizei habe Weisbecker am 2. März 1972 überrascht und ermordet. Die Fahndungsbehörden könnten kein RAF-Mitglied „liquidieren [...], ohne damit rechnen zu müssen, dass wir zurückschlagen werden.“

### BGH-Richter in Karlsruhe
Am 2. März 1972 war auch Weisbeckers Freundin Carmen Roll festgenommen worden. Sie wurde mit einer Vollnarkose betäubt, um ihre Fingerabdrücke abzunehmen. Am 3. März 1972 hatte Manfred Grashof einen Polizisten bei einem Schusswechsel tödlich getroffen und war selbst schwer verletzt worden. Nur Tage nach seiner Notoperation hatte Wolfgang Buddenberg, der zuständige Ermittlungsrichter am Bundesgerichtshof (BGH), Grashof in eine Gefängniszelle bringen lassen, die er zum „Bestandteil des Zentralkrankenhauses“ erklären ließ. Die Zelle blieb Tag und Nacht beleuchtet. Grashof durfte sie zwei Monate lang nicht verlassen und keinen Besuch empfangen. Die Zellen über und unter ihm waren leer. Als ihm täglicher Hofgang erlaubt wurde, wurde er so gefesselt, dass seine Wunden wieder aufrissen.
Seit April 1972 hatten zwei Frauen im Auftrag der RAF Buddenbergs Wohnort und Arbeitsweg ausgespäht. Am 15. Mai 1972 um 12:30 Uhr detonierte eine mit Sprengstoff gefüllte Feldflasche unter dem Beifahrersitz seines Pkw vor seinem Haus. Die Bombe war mit Magneten unter dem Bodenblech befestigt, ein Kabel verband ihren Zünder mit dem Anlasser des Pkw. Buddenbergs Frau Gerta löste die Explosion beim Starten des Wagens aus und wurde schwer verletzt. Der Beifahrersitz wurde auseinandergerissen, das Schiebedach des Pkw meterweit fortgeschleudert. Ein Beifahrer wäre auf jeden Fall getötet worden. Buddenberg war jedoch an jenem Morgen zu Fuß zur Arbeit gegangen und hatte sich nicht wie sonst von seiner Frau fahren lassen. Das rettete sein Leben. 
Das Bekennerschreiben des „Kommandos Manfred Grashof“ vom 20. Mai 1972 erklärte den Anschlag in Karlsruhe als „Bestrafungsaktion“: Buddenberg, „das Schwein“, habe Grashof vom Krankenhaus in eine Zelle verlegen lassen, „als der Transport und die Infektionsgefahr im Gefängnis noch lebensgefährlich für ihn waren“, und damit einen Mordversuch der Polizei an einem Wehrlosen wiederholt. Die RAF werde so oft weitere Sprengstoffanschläge gegen Richter und Staatsanwälte begehen, bis diese Rechtsbrüche gegen politische Gefangene einstellten. Die Behandlung Rolls und Grashofs zeige einen „bereits institutionalisierten Faschismus in der Justiz“ und den „Anfang von Folter.“

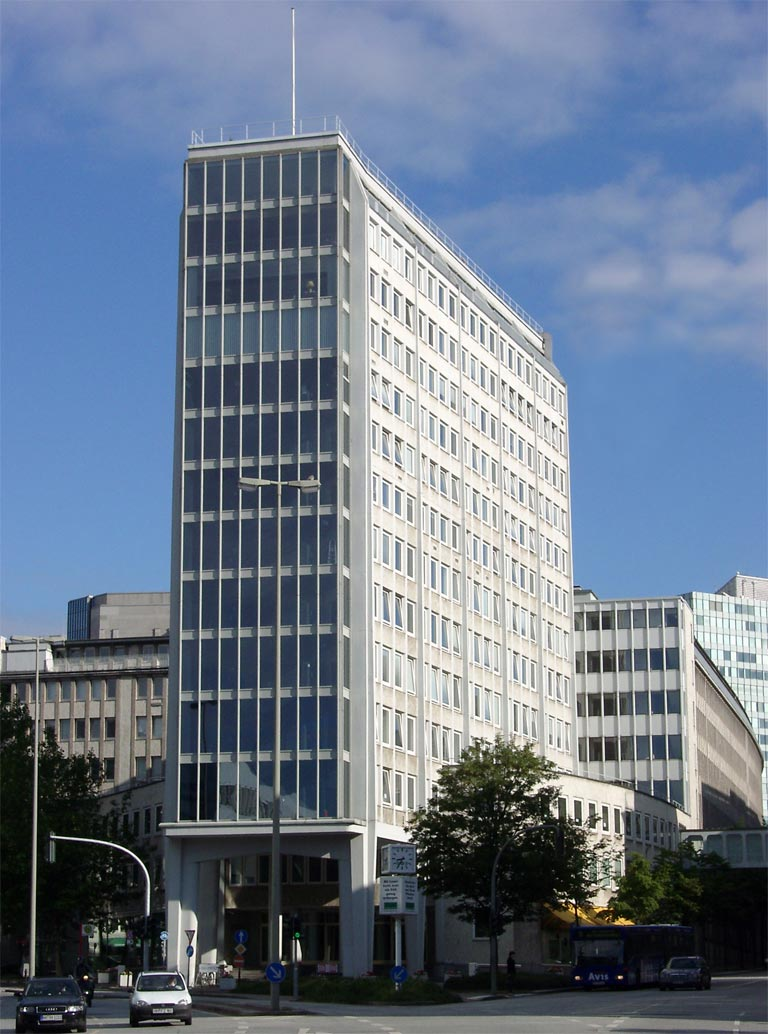
Axel-Springer-Verlagshaus in Hamburg (2004)

### Springer-Hochhaus Hamburg
Am 19. Mai 1972 verübte die RAF einen Anschlag auf das Verlagsgebäude von Axel Springer in Hamburg, wo vier von dessen Zeitungen gedruckt wurden. Autoren zur RAF-Geschichte machen teilweise widersprüchliche Angaben zu Warnanrufen und zur Zahl der Verletzten.
Nach Stefan Aust erhielt die Telefonzentrale des Verlags um 15:30 einen ersten, einige Minuten später einen zweiten Warnanruf: „In fünf Minuten geht bei Ihnen eine Bombe hoch.“ Die Telefonistin habe das nicht ernst genommen, aber etwas später die Hausverwaltung über die Drohung informiert. Dann sei im Korrektursaal die erste Bombe explodiert. Gleich darauf habe ein weiblicher Anrufer gefragt, ob soeben eine Bombe hochgegangen sei, und nach dem Ja aufgelegt. Insgesamt seien 17 Arbeiter verletzt worden, zwei davon schwer. Nach einem anonymen Telefonhinweis am 20. Mai habe die Polizei neben der Rotation, der Direktion und in einem Putzmittelschrank je eine weitere, nicht explodierte Bombe gefunden.
Nach Butz Peters, der Verlags- und Polizeiangaben folgt, erhielt die Telefonzentrale den ersten Warnanruf um 15:35, den zweiten um 15:37 Uhr. Beide hätten vor einer Bombenexplosion in fünfzehn (nicht fünf) Minuten gewarnt, der zweite habe ergänzt: „Räumt sofort das Haus, ihr Schweine!“ Nach der ersten Explosion um 15:41 neben (nicht in) dem Korrekturraum habe sich eine Frau um 15:43 danach erkundigt und sich für die bejahende Auskunft bedankt (nicht wortlos aufgelegt). Eine zweite Bombe sei um 15:45 Uhr in der sechsten Etage vor den Büros der Verlagsleitung explodiert, als dort eine Konferenz stattfand. Insgesamt seien 38 (nicht 17) Personen verletzt worden. Zwei der drei nicht explodierten Bomben seien am Folgetag im 12. Stock beim Gang zum Büro Axel Springers gefunden worden. Der Sachschaden betrug eine Million Mark.
Nach Jutta Ditfurth warnte ein erster Anruf um 15:29 Uhr: „In 15 Minuten gehen zwei Bomben hoch, räumen Sie sofort!“ Die Telefonistin habe das nicht ernst genommen. Um 15:31 Uhr habe ein zweiter Anruf gewarnt: Werde nicht sofort geräumt, geschehe etwas Furchtbares. Die Telefonistin habe aufgelegt. Um 15:36 Uhr habe ein dritter Anruf, diesmal bei der Polizei, eine sofortige Räumung gefordert. Um 15:55 (nicht 15:41 und 15:45) Uhr seien drei (nicht zwei) Bomben explodiert, eine im Korrektursaal, die anderen in den Toiletten. 17 Menschen seien verletzt worden, zwei davon schwer.
Nach Klaus Pflieger gab es nur einen Warnanruf kurz nach 15:30 Uhr ohne Minutenfrist: „Gleich geht eine Bombe los.“ Nach Wolfgang Kraushaar kam die Warnung zu spät, weil die erste Bombe schon um 15:41 Uhr explodiert sei. Kriminalbeamte hätten noch am 19. Mai im zweiten Hochhausstock eine dritte Bombe gefunden und entschärfen lassen, dann sei die Produktion wieder angelaufen. Am Morgen des 20. Mai habe man im 12. Stock direkt beim Büro von Axel Springer einen vierten Sprengsatz entdeckt und nach sofortiger Räumung der angrenzenden Stockwerke entschärft. Den fünften Sprengsatz habe die Polizei erst nach einer weiteren Hausdurchsuchung in einem Wandschrank für Feuerlöscher in der Herrentoilette der zwölften Etage gefunden. Insgesamt habe der Anschlag Sachschäden von über 300.000 DM verursacht.
In einem Bekennerschreiben drückte ein „Kommando 2. Juni“ sein Bedauern darüber aus, dass Arbeiter und Angestellte durch das Attentat verletzt worden waren, und beschuldigte den Springerkonzern, er gehe „lieber das Risiko ein, daß seine Arbeiter und Angestellten durch Bomben verletzt werden, als das Risiko, ein paar Stunden Arbeitszeit, also Profit, durch Fehlalarm zu verlieren.“ Das Schreiben endete mit dem Aufruf „Enteignet Springer!“
Damit versuchte die RAF an die Anti-Springer-Kampagne der APO anzuknüpfen und verlorene Sympathien in der westdeutschen Linken wiederzugewinnen. Denn seit der Erschießung des Studenten Benno Ohnesorg am 2. Juni 1967 (auf dieses Datum verwies der Kommandoname) hatte die APO eine systematische Hetze und Diffamierung der Protestbewegung in Zeitungen des Springer-Verlags kritisiert. Seit dem Mordversuch an dem Studentenführer Rudi Dutschke (11. April 1968) hatte man Verlagsgebäude angegriffen und versucht, eine Kampagne zur Enteignung oder demokratischen Kontrolle des Konzerns aufzubauen.
Gerhard Müller sagte bei einer Vernehmung 1976 aus, Ulrike Meinhof habe die Idee zu diesem Anschlag gehabt, das Einverständnis von Baader, Ensslin, Raspe und Meins dafür erhalten und die Sprengsätze zusammen mit Siegfried Hausner und einem weiteren Mann im Springerhochhaus deponiert. Nachdem Baader von den Verletzten erfahren habe, habe er Meinhof angewiesen, im Bekennerschreiben das „große Bedauern“ der RAF zu erklären und eine längere Warnfrist als fünf Minuten anzugeben. Die RAF-Angeklagte Brigitte Mohnhaupt dagegen sagte aus, Meinhof habe von diesem geplanten Anschlag nichts gewusst und sei erst danach nach Hamburg gereist, um den ausführenden Tätern Baaders und Ensslins Kritik zu überbringen und mit ihnen darüber zu diskutieren. Ensslin betonte 1976 im Stammheim-Prozess, unabhängige Teilgruppen hätten diesen Anschlag unabgesprochen verübt; die RAF-Führung habe seinen Verlauf und sein Ergebnis nicht gewollt und nachträglich abgelehnt.

### Hauptquartier der US-Armee in Europa in Heidelberg
Nach Aussage Gerhard Müllers planten Baader, Ensslin, Meins und Raspe einen weiteren Anschlag auf eine Einrichtung der US-Armee, um der starken Kritik aus der Linken an den drei vorausgegangenen Anschlägen zu begegnen. Eine von der RAF beauftragte Beobachterin stellte fest, dass PKWs mit Kfz-Kennzeichen aus den USA bei der Einfahrt auf das Gelände des Hauptquartiers der 7. US-Armee in Heidelberg regelmäßig nicht kontrolliert wurden. Daher rüstete die RAF zwei gestohlene PKWs mit gestohlenen US-Kennzeichen aus.
Am 24. Mai 1972 verstauten RAF-Täter zwei Bomben (95 und 30 kg) in den Kofferräumen der beiden PKWs und fuhren diese auf das Gelände. Einen PKW stellten sie vor dem Gebäude des Secret Intelligence Service ab, den anderen bei einem Funkleitmast. Um 18:10 Uhr explodierten die Bomben im Abstand von zehn Sekunden. Sie zerrissen den Körper von Captain Clyde R. Bonner und zertrümmerten den Schädel von Specialist Charles Peck, die sofort tot waren. Specialist Ronald A. Woodward starb auf dem Weg ins Krankenhaus an seinen schweren Verletzungen. Fünf weitere Personen wurden verletzt.
Nach Aussage Müllers erfuhren Baader und Ensslin von den Todesopfern im Radio und begrüßten sie. Da die Toten einer imperialistischen Armee angehört hätten, sei es richtig gewesen, diesmal keine Vorwarnung zu geben.
Am 25. Juni 1972 erklärte ein „Kommando 15. Juli“ (Todestag von Petra Schelm 1971) in einem Bekennerbrief: Der Anschlag sei erfolgt, weil US-General Daniel James Jr. am selben Tag öffentlich erklärt habe, die US-Luftwaffe nehme kein Ziel nördlich und südlich des 17. Breitengrades mehr von der Bombardierung aus. Die US-Luftwaffe habe in den letzten sieben Wochen mehr Bomben auf Vietnam abgeworfen als im gesamten Zweiten Weltkrieg. Dies sei ein Völkermord analog zur „Endlösung“. Die Bombenangriffe auf Vietnam seien einzustellen. Die Anschläge vom 11. und 24. Mai seien wegen dieser Zielsetzung als Einheit zu betrachten.
Nach Aussage des ehemaligen CIA-Agenten K. Barton Osborne vom 23. Juni 1976, den die RAF-Verteidiger im Stammheim-Prozess als Zeugen eingeladen hatten, befand sich im zerstörten Gebäude des Secret Service die Computer-Anlage, mit der die US-Armee den Nachschub für die Flächenbombardierungen in beiden Teilen Vietnams berechnet habe.

## Folgen

### Aktion Wasserschlag
Am 29. Mai 1972 rief Bundeskriminalamtschef Horst Herold mit Erlaubnis von Innenminister Hans-Dietrich Genscher alle Sonderkommissionsleiter der Bundesländer und Bundesgrenzschutz-Vertreter zusammen und ordnete für den 31. Mai die bundesweite „Aktion Wasserschlag“ an: Sie solle dazu dienen, „durch einen Schlag ins Wasser die Fische mal richtig in Bewegung zu bringen“, also RAF-Mitglieder zu Fluchtbewegungen veranlassen und so aufspüren.
Die gesamte Schutzpolizei der Bundesländer wurde einen Tag lang dem BKA unterstellt, um bundesweit Straßensperren an Grenzübergängen, Autobahnauf- und -abfahrten, Fahrzeugkontrollen und Überwachungsflüge zu ermöglichen. Die Innenminister der Länder wurden nachträglich von dem schon beschlossenen Plan informiert. Die Massenmedien wurden eingebunden und die Bevölkerung wurde zur Mitwirkung aufgerufen.
Innerhalb weniger Wochen konnte der harte Kern der Terror-Organisation verhaftet werden: im Juni und Juli werden Andreas Baader, Holger Meins, Jan-Carl Raspe, Gudrun Ensslin, Ulrike Meinhof und weitere RAF-Mitglieder festgenommen.
Viele Bürger trugen sie mit und begrüßten sie. Herold sah diese Zustimmung als bleibenden Erfolg der Aktion. Sie schuf einen Präzedenzfall für weitere zentral koordinierte Großfahndungen, etwa nach der Lorenz-Entführung 1975. Dabei wurden die Bürgerrechte eingeschränkt, die Befugnisse der Polizei erheblich ausgeweitet, es kam zu zahlreichen polizeilichen Übergriffen.

### Kritik in der Linken
Mit den „Wochen der Angst“ hatte die RAF versucht, den Staat zu unpopulären Gegenmaßnahmen zu zwingen, die von Seiten der Gesellschaft kritisiert werden sollten. Dadurch wollte man innerhalb der Gesellschaft Solidarität mit der RAF erzeugen und eine „Volksfront“ gegen den Staat errichten. Dieses Vorhaben scheiterte. Aus den Sympathisantenkreisen der RAF kam heftige Kritik bezüglich Durchführung der Anschläge und Auswahl der Ziele. Insbesondere der Anschlag auf das Gebäude des Axel-Springer-Verlags, bei dem Arbeiter und Angestellte verletzt worden waren, wurde von großen Teilen der Linken verurteilt, die sich alsbald von der RAF abwandten, weil diese nicht mehr nur Gewalt gegen Sachen anwandte, sondern bei ihren Anschlägen Tote in Kauf nahm.
Auch der Anschlag auf das US-Hauptquartier in Heidelberg, mit dem die RAF versucht hatte, das linke Umfeld zu beruhigen, wurde kritisiert. Hatte die RAF 1971, und insbesondere nach dem Tod von Petra Schelm, in der linken Szene eine gewisse Sympathie und sogar eine begrenzte Hilfsbereitschaft genossen – einer repräsentativen Umfrage zufolge wurden Mitglieder der RAF nur von etwa einem Fünftel der Befragten als Kriminelle eingestuft, ein Großteil sah sie als „politische Kämpfer“, so war nach der Anschlagsserie die RAF nun auch innerhalb der politischen Linken weitgehend isoliert.

### Sicherheitsmaßnahmen
Die Attentatsserie hatte die Bundesrepublik erschüttert und führte zu erhöhten Sicherheitsvorkehrungen öffentlicher und privater Einrichtungen. So wurde das Parken vor dem Bundeskanzleramt und dem Verteidigungsministerium verboten, beim Axel-Springer-Verlag und anderen Konzernen wurden Zugangskontrollen und Hausausweise eingeführt.

### Festnahmen
Schon vor dem 31. Mai 1972 hatte die Polizei Hinweise auf eine mögliche RAF-Wohnung am Hofeckweg in Frankfurt am Main erhalten und ließ diese beobachten. Beim Durchsuchen der zugehörigen Garage fand man mit Sprengstoffpulver gefüllte Eimer, tauschte deren Inhalt gegen ein optisch gleichartiges harmloses Pulver aus und stellte sie wieder an ihren Ort. Am 1. Juni 1972 gegen 05:50 Uhr hielt ein Pkw vor der Garage, aus dem Baader, Meins und Raspe stiegen. Baader und Meins gingen hinein, Raspe blieb als Sicherungsposten davor stehen. Als zwei observierende Polizeibeamte ihn ansprachen, floh er, schoss auf Verfolger, wurde gestellt und ließ sich dann widerstandslos festnehmen. Baader und Meins hörten die Schüsse und blieben in der verschlossenen Garage, die die Polizei dann über zwei Stunden mit etwa 150 bewaffneten Beamten belagerte. Erst nachdem ein Panzerwagen die Garagentür gegen 8 Uhr eingedrückt und ein Kriminaloberst Baader mit einem Fernschuss in den Oberschenkel getroffen hatte, ergab sich Meins. Baader lag verletzt auf dem Boden, wurde entwaffnet, entkleidet und hinausgetragen. Anwesende Fernsehreporter filmten die Szene.
Am 7. Juni wurde Gudrun Ensslin in einer Boutique am Jungfernstieg gefasst. Die Geschäftsführerin hatte eine Pistole in ihrer abgelegten Jacke entdeckt und daraufhin die Polizei gerufen. Am 9. Juni wurden Brigitte Mohnhaupt und ein Freund in Berlin festgenommen. Nach Ensslins Festnahme waren Ulrike Meinhof und Gerhard Müller von Hamburg nach Hannover gefahren. Eine Frau bat den Lehrer Fritz Rodewald in Langenhagen am 14. Juni um eine Übernachtungsmöglichkeit für zwei ungenannte Personen. Rodewald sagte zu, vermutete aber RAF-Mitglieder und informierte am 15. Juni die Polizei. Diese beobachtete seine Wohnung und nahm Müller und Meinhof kurz nach ihrer Ankunft dort fest. In Meinhofs Gepäck fand man mehrere Waffen, eine Flaschenbombe, Munition und einen Text von Ensslin, den sie aus ihrer Untersuchungshaft hatte schmuggeln lassen. Am 19. Juni wurde Siegfried Hausner in Stuttgart, am 9. Juli wurden Klaus Jünschke und Irmgard Möller in Offenbach am Main festgenommen. Damit war fast die gesamte Führungsriege der RAF verhaftet.